# Volvo 8900 Electric
Volvo 8900 Electric är en batteribuss avsedd för regionaltrafik, tillverkad av Volvo Bussar och MCV sedan 2024.

## Utförande
Volvo 8900 Electric är en lågentrébuss som byggs på det år 2024 framtagna busschassit Volvo BZR och ersätter den dieseldrivna Volvo 8900 som slutade tillverkas hösten 2023 i samband med att karosstillverkningen i polska Wrocław lades ner. Den finns i både 2-axligt utförande samt i 3-axligt boggiutförande i längderna 12,3 respektive 14,9 meter och finns tillgänglig från årsmodell 2025.
Trots namnet har den tekniskt sett i princip inget gemensamt med föregångaren Volvo 8900, förutom delar av designen på karossen.

## Kontrovers hos SL
I och med Storstockholms Lokaltrafiks nya upphandlingskrav har krav på tillverkningen av bussar med leverans till operatörer inom deras trafikområde blivit hårdare. Bland annat ställs krav på att det ska vara bra arbetsvillkor för arbetarna i bussfabrikerna. Detta gjorde bland annat att Volvo 8900 Electric, som tillverkas i det av SL svartlistade landet Egypten, inledningsvis stoppades från en stor elbussupphandling.
Efter kritik har SL mildrat sina upphandlingskrav, vilket möjliggjort att Volvo återigen kan leverera bussar vid kommande upphandlingar. De första bussarna beräknas rulla på vägarna 2026.